# Elsberry
Elsberry – miasto w Stanach Zjednoczonych, w stanie Missouri, w hrabstwie Lincoln.